# Парадокс Гиббса
Парадо́кс Ги́ббса — отсутствие непрерывности для энтропии при переходе от смешения различных газов к смешению тождественных газов, когда, например, при переходе от бесконечно мало отличающихся идеальных газов к тождественным расчётное значение энтропии смешения падает скачком до нуля, что представляется неожиданным и нелогичным.
Хотя парадокс Гиббса касается поведения термодинамической энтропии, его объяснение выходит за рамки собственно термодинамики. Парадокс был сформулирован Дж. У. Гиббсом в 1875 г. одновременно с вариантом его объяснения. Сам Гиббс ничего парадоксального в поведении энтропии смешения не усматривал; термин «парадокс Гиббса» впервые был, вероятно, использован О. Видебургом (1894).
Иногда парадоксом Гиббса называют кажущуюся неаддитивность энтропии при соединении двух объёмов одного и того же идеального газа.

## Формулировка парадокса
Энтропия S идеального газа с температурой Т, занимающего объём V, равна
| {\displaystyle S=n\left[C_{V}\ln T+R\ln {\frac {V}{n}}+S_{0}\right],} | (Формула Гиббса для энтропии идеального газа) |

где n — число молей (количество вещества) идеального газа; СV — мольная теплоёмкость газа при постоянном объёме; R — универсальная газовая постоянная (8.31446 Дж·К−1·моль−1); S0 — не зависящая от n постоянная. Отметим, что в рассматриваемой формуле использована традиционная для русскоязычной учебной литературы форма записи, из которой не видна безразмерность логарифмируемых величин.
Рассмотрим изотермическое смешивание двух первоначально разделённых идеальных газов А и В (см. рисунок), помещённых в ящик с непроницаемыми для вещества диатермическими (теплопередающими) стенками и такой же перегородкой, делящей ящик на две части с разными газами; обе части имеют одинаковые объёмы V(A) = V(B) = V и содержат по n(A) = n(B) = n молей газов с температурой Т (это автоматически означает равенство давлений в обеих частях ящика); ящик помещён в термостат с той же температурой Т, чем достигается равенство температур газа в тех состояниях, которые нас будут интересовать, а перегородка снабжена открывающейся дверцей (заслонкой, краном, вентилем). Мольные теплоёмкости газов по обе стороны перегородки принимаем одинаковыми. Используя приведённое выше выражение для энтропии идеального газа и учитывая аддитивность энтропии, удвоение объёма системы после удаления перегородки (открытия дверцы) и то обстоятельство, что смесь идеальных газов А и В также представляет собой идеальный газ, нетрудно найти энтропию смешения ΔS идеальных газов после открытия дверцы в перегородке. Согласно приведённой выше формуле энтропия системы до удаления перегородки S1 равна сумме энтропий своих частей и составляет
| {\displaystyle S_{1}=n^{(A)}\left[C_{V}\ln T+R\ln {\frac {V^{(A)}}{n^{(A)}}}+S_{0}^{(A)}\right]+n^{(B)}\left[C_{V}\ln T+R\ln {\frac {V^{(B)}}{n^{(B)}}}+S_{0}^{(B)}\right],} |

а энтропия S2 системы удвоенного объёма, образующейся после удаления перегородки, составит
| {\displaystyle S_{2}=n^{(A)}\left[C_{V}\ln T+R\ln {\frac {V^{(A)}+V^{(B)}}{n^{(A)}}}+S_{0}^{(A)}\right]+n^{(B)}\left[C_{V}\ln T+R\ln {\frac {V^{(A)}+V^{(B)}}{n^{(B)}}}+S_{0}^{(B)}\right].} |

Энтропия смешения равна
| {\displaystyle \Delta S\equiv S_{2}-S_{1}=2nR\ln 2} |

и зависит только от количества (числа молей) газов, но не от их природы.
Если по обе стороны перегородки находится один и тот же газ, то открытие дверцы (превращение частей ящика в сообщающиеся сосуды) или удаление перегородки не меняет термодинамического состояния системы и не вызывает изменения энтропии. Действительно, учитывая идентичность подсистем А и В, из выражения для энтропии идеального газа получаем:
| {\displaystyle S_{1}=2n\left[C_{V}\ln T+R\ln {\frac {V}{n}}+S_{0}\right].} |

Принимая во внимание, что объём и количество (число молей) вещества есть величины аддитивные, энтропия системы после удаления перегородки составит:
| {\displaystyle S_{2}=2n\left[C_{V}\ln T+R\ln {\frac {2V}{2n}}+S_{0}\right].} |

Отсюда следует нулевое значение для энтропии смешения двух порций одного и того же газа:
| {\displaystyle \Delta S=S_{2}-S_{1}=0.} |

Окончательно для энтропии изотермического смешения получаем:
| {\displaystyle {\Delta S}={\begin{cases}2nR\ln 2~~~(1\neq 2),\\0~~~~~~~~~~~~~~~(1=2).\end{cases}}} | (Энтропия смешения идеальных газов) |

Рассмотрение процесса адиабатного смешивания даёт этот же результат, который и выражает парадокс Гиббса для идеальных газов: при смешении двух различных идеальных газов с одинаковыми мольными теплоёмкостями энтропия системы возрастает на одну и ту же величину независимо от степени различия между газами, тогда как при смешении тождественных газов изменения энтропии не происходит. Другими словами, энтропия смешения при переходе от идеальных газов со сколь угодно малой степенью различия к тождественным газам скачком изменяется от постоянного значения до нуля (парадоксальный скачок энтропии смешения).

## О кажущейся неаддитивности энтропии
Запишем формулу Гиббса для энтропии идеального газа в слегка изменённом виде:
| {\displaystyle S=\left[C_{V}\ln T+R\ln V-R\ln n+S_{0}\right].} |

Для системы с неизменной массой газа, объединяя в данном выражении постоянные величины в единую константу, получаем более простое выражение
| {\displaystyle S=\left[C_{V}\ln T+R\ln V+S^{(0)}\right].} | (Формула Гиббса для энтропии идеального газа неизменной массы) |

уже с другой постоянной интегрирования S(0). Применив полученную формулу для энтропии идеального газа неизменной массы к рассмотренному выше случаю смешения двух порций одного и того же идеального газа, когда масса газа не остаётся неизменной, находим для энтропии смешения заведомо неверное значение, совпадающее по величине с энтропией смешения разных газов:
| {\displaystyle \Delta S\equiv S_{2}-S_{1}=2nR\ln 2.} |

Вытекающая отсюда кажущаяся неаддитивность энтропии при соединении двух объёмов одного и того же идеального газа к парадоксу Гиббса отношения не имеет. В данном случае правильнее говорить о паралогизме — выглядящем правдоподобно ошибочном утверждении.

## Парадокс Гиббса для газа Ван дер Ваальса
Рассмотрим поведение энтропии смешения для газа Ван дер Ваальса, более точно — по сравнению с приближением «идеальный газ» — описывающего поведение реальных газов. Газом Ван дер Ваальса называют термодинамическую систему, для которой термическое уравнение состояния имеет вид:
| {\displaystyle \left(P+{\frac {a}{{V^{2}}/{n^{2}}}}\right)\left(V-bn\right)=nRT,} | (Термическое уравнение состояния газа Ван дер Ваальса) |

где a и b — постоянные, зависящие от природы газа и определяемые опытным путём. Энтропия S газа Ван дер Ваальса равна
| {\displaystyle S=n\left[C_{V}\ln T+R\ln {\frac {V-nb}{n}}+S_{0}\right].} | (Энтропия газа Ван дер Ваальса) |

Вычислим энтропии изотермического смешения двух близких по свойствам (с одинаковыми мольными теплоёмкостями и неотличимыми постоянными b) газов и двух одинаковых газов. Получаем:
| {\displaystyle {\Delta S}={\begin{cases}2nR\ln \left({\frac {2V-bn}{V-bn}}\right)~~~for~~different~~gases,\\0~~~~~~~~~~~~~~~~~~~~~for~~the~~same~~gas.\end{cases}}} | (Энтропия смешения газов Ван дер Ваальса) |

Таким образом, для газа Ван дер Ваальса сохраняется парадоксальный скачок энтропии смешения при переходе от близких по свойствам газов к тождественным — парадокс Гиббса не исчез, однако энтропия смешения оказалась зависимой от природы газа через параметр b.

## Вырожденные идеальные квантовые газы
Для абсолютной энтропии низкотемпературных идеальных квантовых газов примем значения, даваемые статистической физикой, сохранив обычное для этой дисциплины написание формул с использованием постоянной Больцмана k (1.3806·10−23 Дж/К), массы частицы m и числа частиц N. Статистические и термодинамически величины связаны соотношениями:
| {\displaystyle n={\frac {N}{N_{A}}},~~~R=kN_{A},~~~kN=nR,} |

где NА — число Авогадро (6.02214·1023 моль−1).
Энтропия вырожденного ферми-газа равна
| {\displaystyle S={\frac {\left({\frac {\pi }{3}}\right)^{2/3}}{\hbar ^{2}}}mNT\left({\frac {V}{N}}\right)^{2/3},} | (Энтропия вырожденного ферми-газа) |

где ћ — редуцированная постоянная Планка (постоянная Дирака, 1.0545718·10−34 Дж·с), а энтропия изотермического смешения вырожденных ферми-газов А и В составляет
| {\displaystyle {\Delta S}={\begin{cases}{{\frac {\left({\frac {\pi }{3}}\right)^{2/3}}{\hbar ^{2}}}\left(m_{A}+m_{B}\right)NT\left({\frac {V}{N}}\right)^{2/3}}\left(2^{2/3}-1\right)~~~for~~different~~gases,\\0~~~~~~~~~~~~~~~~~~~~~~~~~~~~~~~~~~~~~~~~~~~~~~~~~~~~~for~~the~~same~~gas.\end{cases}}} | (Энтропия смешения вырожденных ферми-газов) |

Энтропия вырожденного бозе-газа равна
| {\displaystyle S={\frac {0.2133}{\hbar ^{3}}}m^{3/2}T^{3/2}V,} | (Энтропия вырожденного бозе-газа) |

а энтропия изотермического смешения вырожденных бозе-газов А и В составляет
| {\displaystyle {\Delta S}={\begin{cases}{\frac {0.2133}{\hbar ^{3}}}\left({m_{A}}^{3/2}+{m_{B}}^{3/2}\right)T^{3/2}V~~~for~~different~~gases,\\0~~~~~~~~~~~~~~~~~~~~~~~~~~~~~~~~~~~~~~~for~~the~~same~~gas.\end{cases}}} | (Энтропия смешения вырожденных бозе-газов) |

Полученные результаты означают, что парадокс Гиббса имеет место и для вырожденных квантовых газов, причём величина энтропии смешения зависит от природы газов.

## Фотонный газ
Фотонный газ с любой температурой представляет собой вырожденный бозе-газ с энтропией
| {\displaystyle S={\frac {4\alpha }{3}}VT^{3},} | (Энтропия фотонного газа) |

где α — радиационная постоянная (7.5657·10−16 Дж·м−3·К−4), связанная с постоянной Стефана — Больцмана σ (5.6704·10−8 Вт·м−2·К−4) соотношением
| {\displaystyle \alpha \equiv {\frac {4\sigma }{c}},} | (Радиационная постоянная) |

(c — скорость света в вакууме, равная 2.9979·108 м/с). Очевидно, что применительно к тепловому излучению некорректно вести речь о «разных газах», поэтому для фотонного газа сама постановка вопроса о существовании парадокса Гиббса не имеет смысла.

## Термодинамические аспекты парадокса Гиббса
Рассмотрим те аспекты термодинамики газов, которые имеют отношение к парадоксу Гиббса.
Для получения конкретных результатов, имеющих прикладное значение и допускающих экспериментальную проверку, законы термодинамики должны быть приложены к реальным системам и процессам, а для этого необходима математическая модель интересующего нас объекта или операции, каковую модель и исследуют термодинамическими методами в рамках поставленной задачи. Выше было показано, что модели газов подразделяются на те, в которых допустимо вести речь о газах разной природы и которые приводят к парадоксальному скачку энтропии смешения газов, и модель «фотонный газ», для которой не существует само понятие энтропии смешения и, следовательно, парадокс Гиббса просто-напросто не может быть сформулирован.
Парадоксальный скачок энтропии смешения газов был обнаружен при теоретическом анализе поведения классических идеальных газов. Модель «идеальный газ» в термодинамике традиционно рассматривают как состоящую из двух уравнений состояния — термического и калорического. При анализе парадокса Гиббса удобнее иметь дело не с калорическим уравнением состояния для внутренней энергии, а с эквивалентным ему с точки зрения получаемых результатов энтропийным аналогом — формулой Гиббса для энтропии идеального газа (калорическим уравнением состояния для энтропии), приведённым выше. Все выводы термодинамики, касающиеся конкретных объектов, носят виртуальный характер, ибо характеризуют не реальные системы и процессы, а их математические модели. Степень соответствия модели реальному объекту устанавливают экспериментально. Поэтому с термодинамической точки зрения найденное выше значение энтропии смешения классических идеальных газов есть требующий экспериментального подтверждения виртуальный результат, полученный в рамках модели «классический идеальный газ». Переход от идеального газа к газу Ван дер Ваальса, то есть использование более сложной модели, лучше отражающей свойства реальных газов, меняет величину, но не отменяет сам скачок энтропии смешения при переходе от различных газов к газам тождественным; парадокс Гиббса сохраняется.
Популярность модели «идеальный газ» в учебных курсах по термодинамике обусловлена тем обстоятельством, что результаты, получаемые с помощью уравнений состояния идеального газа, в силу простоты исходных соотношений имеют, как правило, вид не слишком сложных математических выражений, допускающих простой аналитический и/или графический анализ поведения входящих в них величин. Известно, что модель «идеальный газ» в области низких температур и высоких давлений недостаточно для практических расчётов точно описывает свойства реальных газов. Выше было показано, что энтропия смешения двух различных идеальных газов не зависит от температуры и имеет отличное от нуля значение при нулевой абсолютной температуре, то есть модель «классический идеальный газ» противоречит третьему закону термодинамики (что не мешает практическому применению этой модели в области высоких температур и низких давлений). Не согласуется с третьим законом и модель «газ Ван дер Ваальса». Для квантовых идеальных газов (чтобы избежать обращения к не поддающимся наглядному анализу громоздким формулам) был рассмотрен низкотемпературный случай вырожденных газов, однако полученные результаты носят общий характер: для бозе- и ферми-газов, термодинамические свойства которых третьему началу не противоречат, парадокс Гиббса имеет место. Хотя для квантовых моделей энтропии смешения разных газов описывают более сложными выражениями, нежели в случае классического идеального газа, сам скачок энтропии смешения при переходе от различных газов к газам тождественным сохраняется. Для квантовых газов энтропия смешения зависит от природы газов и температуры, стремясь к нулю по мере приближения температуры к абсолютному нулю, при котором парадокс Гиббса исчезает.
Таким образом, с термодинамической точки зрения парадокс Гиббса есть требующий экспериментального подтверждения виртуальный результат, получаемый для большинства моделей газов.
Обратимся теперь к формальной термодинамической трактовке понятий «тождественные классические идеальные газы», «различные классические идеальные газы» и «бесконечно мало отличающиеся классические идеальные газы». Для исчерпывающего описания термодинамических свойств любой системы необходим и достаточен полный набор её уравнений состояния. Для классического идеального газа таких уравнений два: термическое (уравнение Клапейрона) и калорическое. Уравнение Клапейрона не содержит каких бы то ни было сведений о термодинамических свойствах газа (подразумевается, что количество газа выражено в молях), а в калорическое уравнение для энтропии классического идеального газа входит единственный параметр, характеризующий термодинамические свойства вещества — мольная теплоёмкость газа при постоянном объёме, не зависящая от температуры и равная
{\displaystyle {C_{V}}={\begin{cases}{\frac {3}{2}}R~~~(monoatomic~gas),\\{\frac {5}{2}}R~~~(diatomic~or~polyatomic~linear~gas),\\3R~~~(polyatomic~nonlinear~gas).\\\end{cases}}}
Значения мольных теплоёмкостей дискретны и отличаются друг от друга на конечную величину, кратную R/2. Газы с разными дискретными значениями мольной теплоёмкости объективно попадают под определение «различные классические идеальные газы». Отсюда следует, что понятие «бесконечно мало отличающиеся классические идеальные газы» в термодинамике не может быть формализовано с привлечением параметра «мольная теплоёмкость». Можно, однако, формулируя условия решаемой термодинамической задачи, на основании имеющихся в распоряжении исследователя данных, которые не могут быть формализованы в термодинамике (спектральные характеристики газов, например), в качестве дополнительного условия объявить различными классические идеальные газы с одинаковыми мольными теплоёмкостями. Но и описанный выше поход не позволяет формализовать различие между тождественными и нетождественными классическими идеальными газами посредством способного принимать сколь угодно малые значения (квази)непрерывного параметра различия газов: при постановке задачи два классических идеальных газа объявляют либо тождественными, либо различными, и следовательно, для классических идеальных газов параметр различия дискретен и способен принимать два и только два значения (нам важна сама принципиальная возможность обратиться ко вновь введённому параметру при рассмотрении поставленной задачи, а не конкретный способ введения новой величины). Таким образом, если не менять саму дефиницию классического идеального газа и, следовательно, не учитывать в явном виде зависимость энтропии газа от вновь вводимого параметра различия газов, то оказывается, что понятие «бесконечно мало отличающиеся классические идеальные газы» в термодинамике вообще не может быть формализовано (то есть является — с точки зрения термодинамики, конечно, — некорректным), а энтропия смешения классических идеальных газов, зависящая от дискретного параметра различия, способного принимать только два значения, соответственно так же может принимать два и только два значения. Неудивительно, что Гиббс, назвавший этот результат «замечательным», ничего парадоксального в нём не увидел: если свойства рассматриваемых газов могут изменяться только дискретно (газы либо тождественны, либо нетождественны), то ситуацию нельзя считать парадоксальной — дискретное изменение причин приводит к дискретному изменению следствий. «Учёт или игнорирование параметра различия компонент приводит к изменению энтропии на конечную величину, не зависящую от этого параметра, что представляется парадоксальным, но физически вполне объяснимо».
В свете изложенного не приходится удивляться, что Х. Лоренц, Й. Ван дер Ваальс и А. В. Раковский пришли к выводу о невозможности разрешения парадокса Гиббса в рамках термодинамики.

## Парадокс Гиббса в классической и квантовой статистиках
Статистическая физика как в классическом, так и в квантовом вариантах, обосновывает правильную зависимость энтропии газа от числа частиц (количества вещества) на основе естественного для квантовой статистики принципа неразличимости тождественных частиц, в классической статистике рассматриваемом — явно или неявно — как дополнительный постулат теории. Для классических газов независимость энтропии смешивания от природы газов рассматривают как очевидное следствие допущения об их идеальности.

## Возможные решения парадокса Гиббса
Решить парадокс Гиббса означает установить причины скачка энтропии смешения ΔS при переходе от смеси сколь угодно близких газов к смеси одинаковых газов. В литературе описано множество самых разнообразных попыток решения парадокса Гиббса, однако появление всё новых и новых вариантов решений парадокса говорит об отсутствии общепринятого ответа на поставленный вопрос. С другой стороны, тенденцию публиковать всё новые и новые работы о решениях "парадокса" можно рассматривать как чисто психологический эффект, тот же самый, который наблюдается в философии: одни и те же формулы и доводы не являются одинаково убедительными для всех людей (в т.ч. всех специалистов), независимо от того, насколько корректно их обоснование в рамках логики, математики или фактов. Важный момент в том, что "парадокс Гиббса" не имеет практического значения большего, чем измерение энтропии смешения (то есть приведённой по температуре теплоты смешения) - поэтому он остаётся почвой для квази-теоретических спекуляций.

### Решения, отвергающие само существование парадокса
Логика рассуждения исследователей, отвергающих само существование парадокс Гиббса, следующая. Парадокс сводится к скачку в поведении энтропии смешения ΔS при непрерывном сближении некоторых параметров, характеризующих смешиваемые газы. Если такое непрерывное сближение противоречит законам физики, то есть если различия между газами могут изменяться только дискретно, парадокс Гиббса исчезает: нет ничего удивительного в том, что при дискретном изменении параметров газов свойства их смеси также изменяются дискретно (решение А. Зоммерфельда).

#### Решение Гиббса
Сам Гиббс рядом с описанием "парадокса" (он не считал это парадоксом - парадоксом это место его изложения термодинамики назвали другие люди, и сделали это позже), объяснил, почему так происходит - без использования каких-либо предпосылок за рамками разработанной им же термодинамики : "Когда мы говорим, что при смешении двух различных газов посредством диффузии энергия всей массы остаётся постоянной, а энтропия получает некоторое приращение, то подразумевается, что газы можно было бы разделить и возвратить к тем же объёмам и температуре, которые были у них вначале, посредством некоторых изменений во внешних телах. Но когда мы говорим, что при смешении двух масс одного и того же газа при подобных обстоятельствах ни изменяется ни энергия, ни энтропия, то вовсе не подразумеваем, что смешанные газы можно было бы разделить (на компоненты) - так как нет никакой разницы в веществе этих двух масс газов".
Скачок энтропии от нуля до 2kN(ln(2)) для смешения одинаковых газов не получается в измерениях и не получается при корректных расчётах - он получается при расчётах, где выражение для энтропии смешения разных газов (см. начало статьи) применяют для расчёта энтропии смешения одного газа - процесса, к которому эта формула неприменима по самому своему определению.

### Квантовые дискретные решения
Квантовое дискретное решение парадокса Гиббса от решений, отвергающих само существование парадокса, отличает признание существования парадокса, дискретность энтропии смешения воспринимают как естественный результат дискретности вещества, правильная зависимость энтропии газа от числа частиц (количества вещества) вытекает из квантовой статистики неразличимых частиц, а независимость энтропии смешения от свойств газов рассматривают как очевидное следствие допущения об их идеальности.

### Квантовые решения на основе принципа непрерывности
И. фон Нейман, А. Ланде, М. Дж. Клайн, В. Л. Любошиц и М. П. Подгорецкий, рассматривая парадокс Гиббса, исходят из принципа непрерывности: непрерывное увеличение причин ведёт к непрерывному же увеличению эффекта; бесконечно малая причина никогда не произведёт конечного эффекта. Даваемое Любошицем и Подгорецким решение парадокса заключается, во-первых, в утверждении, что существуют ситуации, когда параметры близости могут изменяться непрерывно, и, во-вторых, в доказательстве того, что в этом случае величина энтропии смешения газов также меняется непрерывно и не испытывает никакого скачка при переходе от близких газов к одинаковым: парадокс Гиббса исчезает.

### Операциональные решения
Операциональные решения парадокса Гиббса исходят из представления о необходимости учёта при рассмотрении некоторых физических вопросов не только свойств исследуемых объектов, но и свойств экспериментальных установок, с помощью которых эти объекты исследуются.
Согласно П. У. Бриджмену в экспериментальных процедурах, связанных с идентификацией двух данных порций газов, по мере их сближения по степени подобия друг другу наступает разрыв, разделяющий ситуацию, когда идентификация газов как разных реально возможна, от ситуации, когда такая идентификация уже реально невозможна. Этот разрыв и соответствует, по мнению Бриджмена, парадоксальному скачку энтропии (дискретное решение Бриджмена). Принимая условность различимости или неразличимости газов, связанную с недостаточной разрешающей способностью используемого с этой целью экспериментального устройства, следует принять дискретность и условность параметра различия газов. Если имеются лишь грубые экспериментальные средства, так что параметр различия нельзя считать отличающимся от нуля, то следует принять отсутствие парадоксального скачка энтропии. Если же параметр различия измерим, то необходимо считаться с существованием скачка энтропии. Следовательно, существование или отсутствие скачка энтропии смешения, предсказываемое теорией, зависит от точности определения различия смешиваемых газов, доступной при имеющейся экспериментальной технике.
В принадлежащем Д. Тер Хаару и Г. Вергеланду непрерывном операциональном решении парадокса Гиббса фигурирует не только допущение о связи энтропии смешения с разрешающей способностью опознающего устройства, но и представление о том, что величина энтропии смешения существенным образом определяется ещё и принятыми в данное время физическими теориями, связывающих термодинамическую энтропию с информационной.

## Об экспериментальном обнаружении парадокса Гиббса
Для того, чтобы экспериментально обнаружить предсказываемый теорией эффект, необходимо вначале сформулировать идею, которую предполагается положить в основу соответствующего опыта, а затем продумать варианты постановки эксперимента и оценить возможности их претворения в жизнь. На протяжении всего XX века раз за разом придумывали всё новые и новые способы опытным путём удостовериться в реальности существования парадокса Гиббса, и раз за разом же убеждались в невозможности их реализации. Гипотеза Ван дер Ваальса о принципиальной невозможности экспериментальной проверки существования парадокса Гиббса остаётся недоказанной, но на практике парадоксальный скачок энтропии смешения до сих пор не поддаётся измерению.

## Комментарии
1. ↑  В отличие от парадокса — необычно выглядящего истинного утверждения, про которое хочется сказать, что этого не может быть, — паралогизм представляет собой выглядящее правдоподобно ошибочное утверждение, содержащее ненамеренную логическую ошибку[18].